# Левандовский, Владимир Антонович
Владимир Антонович Левандовский (26 апреля 1873 — 2 июля 1946, Санта-Фе, штат Нью-Мексико, США) — русский кадровый офицер, генерал-майор, участник Русско-японской и Первой мировой войн.

## Образование и служба
Происходил из потомственных дворян Киевской губернии. Сын полковника, позже генерал-майора Антона Даниловича Левандовского, бывшего в 1864—1884 годах Харьковским губернским воинским начальником. Окончил Псковский кадетский корпус (1891) и Второе Константиновское военное училище (1893). Произведён в подпоручики и выпущен в 6-ю артиллерийскую бригаду (квартира в городе Пултуске Варшавской губернии), позже переведён в 26-ю артиллерийскую бригаду. Поручик (1896).
В августе 1897 года выдержал экзамен в Николаевскую академию Генерального штаба, но не был принят по конкурсу. В октябре 1898 года зачислен в академию вольнослушателем сверх штата, в апреле 1899 года зачислен в штат. Окончил полный курс в академии по 1-му разряду в 1901 году и произведён в капитаны.
С 26.11.1901 года — старший адъютант штаба 17-й пехотной дивизии. Цензовое командование ротой отбывал в 170-м пехотном Молодечненском полку (09.10.1902—09.10.1903). С 1.04.1903 года — обер-офицер для особых поручений при штабе 20-го армейского корпуса, с 24.10. — помощник старшего адъютанта штаба Виленского военного округа.
Участник Русско-японской войны. С 24.11 по 6.12.1904 года состоял обер-офицером для делопроизводства и поручений управления генерал-квартирмейстера штаба Главнокомандующего на Дальнем Востоке; с 25.04.1904 по 5.08.1905 года — обер-офицер для поручений при управлении генерал-квартирмейстера Маньчжурской армии. Участник боёв при Ляояне 16-24 августа 1904 года, под Сандепу и Хегоутаем 12—16 января 1905, под Мукденом 13 февраля — 4 марта 1905 года. Подполковник (с 06.12.1904). Штаб-офицер для делопроизводства и поручений управления генерал-квартирмейстера при Главнокомандующем на Дальнем Востоке (05.08.1905 — 04.02.1906).
С февраля 1906 года переведён в Кавказский военный округ с назначением штаб-офицером для поручений при Главнокомандующем войсками округа (по 23.11.1911). С 17.02.1907 года назначен также заведующим библиотекой офицеров Генерального штаба округа. Полковник (с 06.12.1908). Начальник штаба Кавказской кавалерийской дивизии (с 23.11.1911). Цензовое командование батальоном отбывал в 14-м гренадёрском Грузинском полку (31.05 — 09.09.1912).
Участник Первой мировой войны. С 04.02.1915 года — командир 1-го Сибирского казачьего полка. 30.12.1915 произведён в генерал-майоры. Начальник 3-й Забайкальской казачьей бригады (с 30.12.1915). В апреле 2016 - командующий Урмийским отрядом в персидском походе. С 21.10.1916 — начальник Сибирской казачьей бригады. Генерал-квартирмейстер штаба Главнокомандующего войсками Кавказского фронта (с 23.10.1917). С июля 1918 года исполнял должность начальника штаба Кавказского фронта. Награждён Георгиевским оружием.
С 1921 года вместе с семьёй в эмиграции. Через Константинополь добрался до Ниццы. Работал садовником в частном владении. В 1924 году уехал в США. В 1928 году вернулся в Ниццу, однако в начале 1930-х годов окончательно переехал в США, где продолжал работать садовником. Умер в Санта-Фе, (США).

## Семья и дети
Вместе с супругой с 1910 по 1920 г. был учредителем (в 1910—1913 гг. содиректором) двух частных учебных заведений в Тифлисе, «шестиклассной прогимназии В. А. Левандовского с совместным обучением мальчиков и девочек и с правами казенных прогимназий для мальчиков и при ней частного учебного заведения с детским садом В. С. Левандовской» на Анастасиевской улице, 10. Гимназия была первым в России учебным заведением со смешанным обучением, пользовалась высоким авторитетом и в памяти выпускников осталась «школой радости, творчества и свободы». С 1914 по 1920 годы был директором гимназии был молодой Александр Ельчанинов, в будущем видный педагог, пастырь, один из руководителей Русского студенческого христианского движения.
В. А. Левандовский был женат на дочери генерал-майора С. Г. Джукаева Вере (20.05.1871, Велиж — 1958, Бюсси). В этом браке родились:
- Кирилл (22.08.1899 — 15.09.1967), участник Первой мировой, Гражданской и Второй мировой войн, капитан французской армии, в мирное время — архитектор[10];
- Даниил (28.02.1903, Вильно — 1990-е, Майами, штат Флорида) — агроном, специалист по тропическим сельскохозяйственным культурам;
- Алексей (28.08.1904 — 1988, Лос-Анджелес, штат Калифорния);
- Тамара (08.11.1897 — 24.12.1981, Париж) — иконописец[11], с 1916 года — супруга А. В. Ельчанинова;
- Надежда (10.07.1901 — 3.05.1982, Перпиньян, Франция) — художник-керамист, в первом браке — супруга князя С. С. Протопопова-Ухтомского, во втором — князя В. В. Оболенского[12].

Все они учились в гимназии Левандовских, а старшие (кроме Алексея) успели и закончить её до отъезда в эмиграцию.